# Saint-Julien-de-Toursac
Saint-Julien-de-Toursac ist eine französische Gemeinde mit 102 Einwohnern (Stand: 1. Januar 2022) im Département Cantal in der Region Auvergne-Rhône-Alpes. Sie gehört zum Arrondissement Aurillac und ist Teil des Kantons Maurs. 

## Lage
Saint-Julien-de-Toursac liegt im Zentralmassiv, etwa 25 Kilometer südwestlich von Aurillac. Das Gemeindegebiet wird vom Flüsschen Anès durchquert. Umgeben wird Saint-Julien-de-Toursac von den Nachbargemeinden Rouziers im Norden, Boisset im Osten, Saint-Étienne-de-Maurs im Süden, Quézac im Westen und Südwesten, Saint-Hilaire im Westen und Nordwesten sowie Parlan im Nordwesten.

## Bevölkerungsentwicklung
| Jahr                       | 1962 | 1968 | 1975 | 1982 | 1990 | 1999 | 2006 | 2011 | 2016 |
| Einwohner                  | 212  | 183  | 148  | 115  | 116  | 105  | 133  | 142  | 118  |
| Quellen: Cassini und INSEE |      |      |      |      |      |      |      |      |      |

## Sehenswürdigkeiten

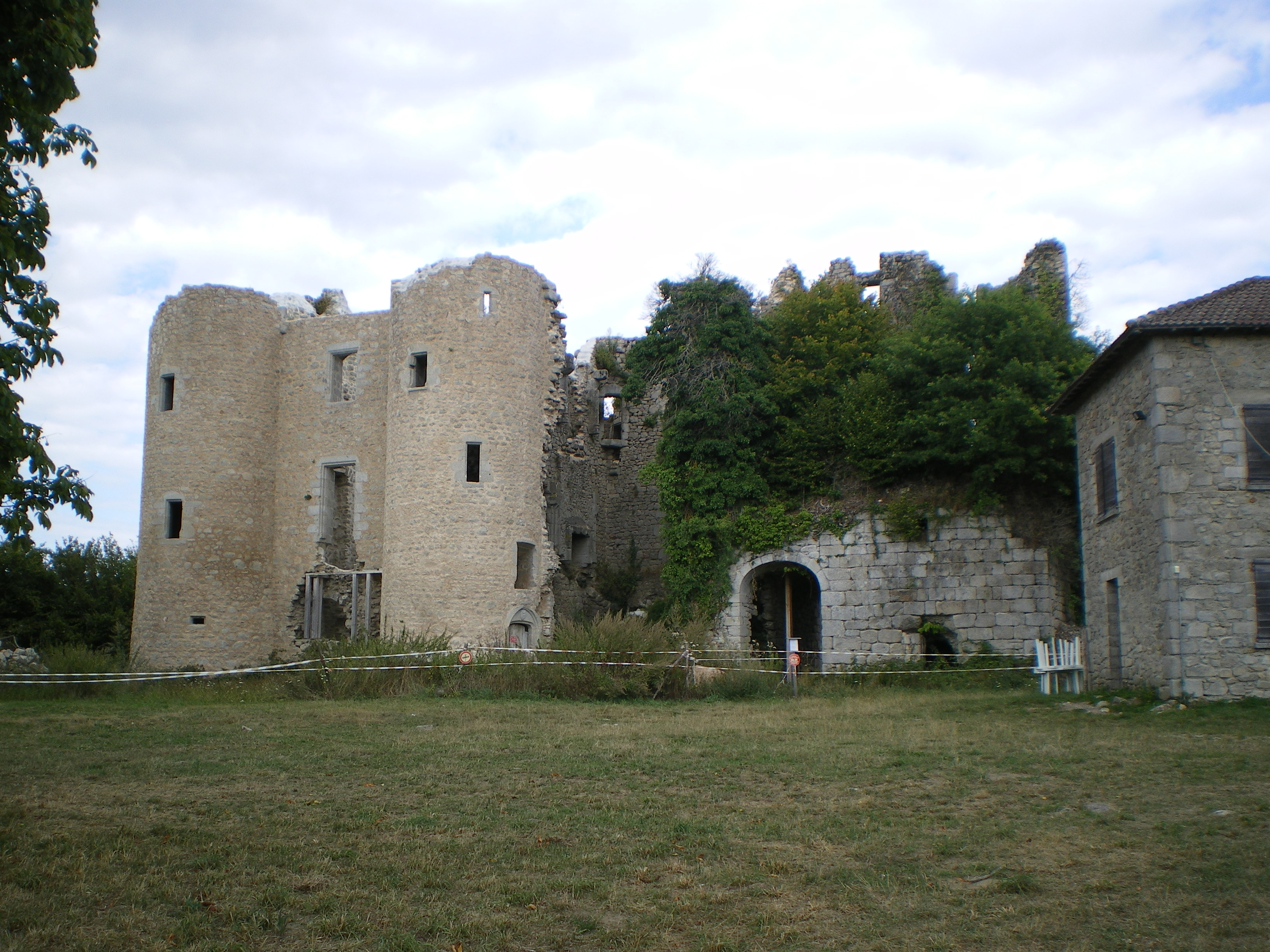
Burgruine von Naucaze

- Kirche Saint-Julien
- Burgruine Naucaze